# Tomás Cayetano
Tomás Cayetano o Tomás de Vio (Gaeta, 20 de febrero de 1469 - Roma, 10 de agosto de 1534) más conocido como el Cardenal Cayetano o Gaetano (en italiano: Tommaso de Vio Caetano o Gaetano; en latín: Thomas Cajetanus o Gaetanus) fue un cardenal, obispo, fraile dominico, filósofo, teólogo, Maestro general de la Orden de Predicadores y diplomático de la Santa Sede. Su nombre secular era Giaccomo o Jacopo (Jacobo).

## Biografía
En 1484 ingresó en la Orden de Predicadores en el Convento de Gaeta – su ciudad natal y de donde le viene el apodo de Cayetano–, donde tomó el nombre de Tomás.
En 1488 fue enviado a Bolonia para estudiar Filosofía, pero, por un grave quebranto de su salud, tuvo que regresar a Gaeta ese mismo año. En 1491 fue ordenado sacerdote y enviado a continuar sus estudios en Padua. En 1493 obtuvo el título de bachiller y comenzó a impartir clases de Teología en el Studium generale de Padua y en la Universidad de Padua hasta 1497. Entre 1493 y 1494 impartió clases de Filosofía, comentando el De ente et essentia. Entre 1497 y 1499 fue profesor en la Universidad de Pavía, donde compuso su obra De nominum analogia. En 1499 fue enviado a Milán y, un año después, a Roma.
Entre 1500 y 1507 fue Procurador general de la Orden de Predicadores, y entre 1501 y 1508 fue profesor de Teología en la Sapientia. Durante esta época sostuvo una disputa pública en Ferrara -a la que asistió Pico della Mirandola- que le valió el título de maestro en Teología. 
En 1508 fue elegido Maestro general de la Orden de Predicadores. En 1517 fue creado cardenal, por lo que tuvo que renunciar al generalato de la Orden. El Papa León X le envío a Alemania como legado pontificio (1518-1519), con el encargo -entre otros- de hacer comparecer a Lutero, por aquel entonces sospechoso de herejía. En aquella época su fama de sabio ya se extendía por toda Europa:

La autoridad de Cayetano entre los sabios de Europa era grande. Su fama volaba por todas las naciones y universidades como el príncipe de los filósofos escolásticos y el más alto teólogo de su tiempo. Contra los galicanos había publicado en 1511 y 1512 tratados importantes, como el 'De autoritate Papae et concilii'. En el Concilio de Letrán V se había señalado como valeroso campeón del primado pontificio e invicto debelador del conciliarismo galicano. Aunque de ideas originales en exégesis bíblica y muy estimado por el mismo Erasmo, al fin y al cabo era aristotélico y tomista, dos títulos para hacerse aborrecido a Lutero. Se había interesado por la contienda luterana desde el primer momento, pues consta que ya en diciembre de 1517 había escrito un 'Commentarium de indulgentiis'.

Se entrevistó con Lutero, pero no consiguió que el fraile agustino se retractase de sus errores. 
En 1519 fue nombrado y consagrado obispo de Gaeta. En 1527, durante el saqueo de Roma, fue hecho prisionero y vejado de diferentes formas. Tuvo que pagar 5.000 piezas de oro por su liberación. Se retiró a Gaeta, donde murió el 10 de agosto de 1534. 

## Principales obras

Opuscula omnia, 1596

Buena parte de sus escritos, aunque no todos, son comentarios a obras de diferentes autores: Aristóteles, Porfirio y Santo Tomás de Aquino:

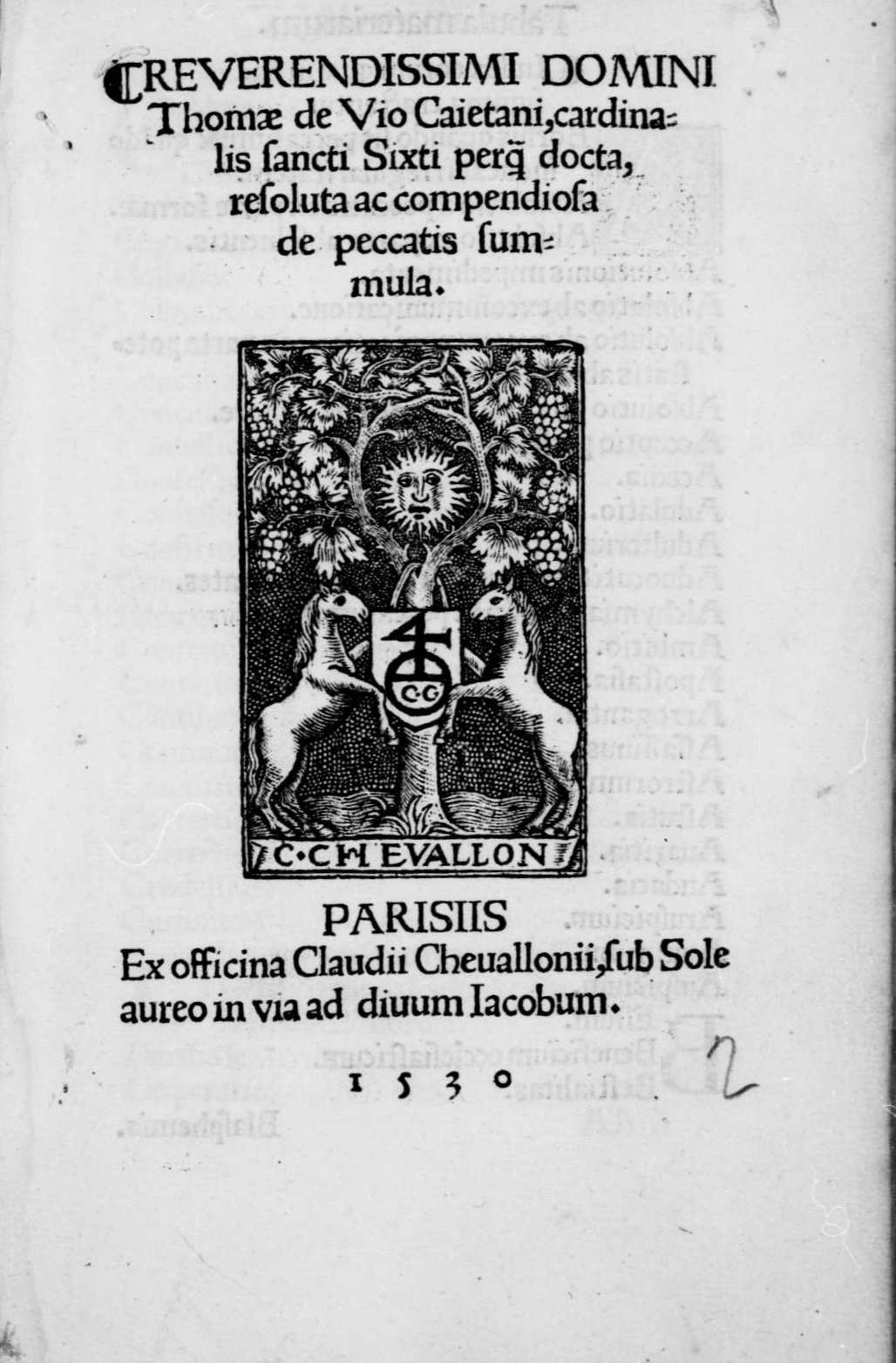
Summula Caietani, 1530

- Comentarios a la Summa Theologiae de Santo Tomás de Aquino. Terminó los de la prima pars en 1507 (Venecia, 1508; París, 1514), los de la prima secundae en 1511 (Venecia, 1514), los de la secunda secundae en 1517 (Venecia, 1518) y los de la tertia pars en 1522 (Venecia, 1522). El Papa León XIII ordenó incluir estos comentarios en la llamada Edición leonina (siglo XIX) de la Suma teológica de Santo Tomás.
- Commentaria super tractatum «De ente et essentia» Thomae de Aquino (1494-1495).
- Continuación del comentario de Santo Tomás al Peri hermeneias desde el libro 2, lect. 4 (1496).
- In Posteriores Analyticos (1496).
- In Isagogen Porphyrii (1497).
- In Predicamenta Aristotelis (1498).
- In VIII libros Physicurom (1498), inédito.
- Commentaria super Metaphysicam (1498), inédito.
- De nominum analogia (1498).
- De subiecto naturalis philosophiae (1499).
- Oratio de inmortalitate animorum, coram Iulio II (1503).
- De conceptu entis, ad Mag. Franciscum Ferrariensem (1509).
- In III libros Aristotelis De anima (1509)

Ediciones completas de sus obras: Lyon 1540, 1541. 4 vols. in folio.